# Josef Granström
Anders Josef Granström (i riksdagen kallad Granström i Vivstavarv, senare Granström i Sundsbruk), född 24 augusti 1866 i Delsbo, död 19 september 1950 i Sköns församling, var en svensk folkskollärare och riksdagsledamot (frisinnad).
Josef Granström, som själv var son till en folkskollärare, var folkskollärare i Vivstavarv i Timrå landskommun från 1892. Han var också aktiv i nykterhetsrörelsen, bland annat som ordförande i IOGT:s Medelpadsdistrikt 1903-1912. 
Han var ordförande i Timrå kommunalstämma och satt även i kommunalfullmäktige 1920-1929. Han var även ordförande i Medelpads valkretsförbund av Frisinnade landsföreningen 1924-1926 och därefter i Västernorrlands läns valkretsförbund 1926-1934. Efter den liberala återföreningen 1934 var han också Folkpartiets valkretsförbunds ordförande 1934-1937.
Josef Granström var riksdagsledamot i första kammaren 1928-1932 för Västernorrlands läns och Jämtlands läns valkrets och tillhörde i riksdagen Frisinnade landsföreningens riksdagsgrupp Frisinnade folkpartiet. Han var bland annat ordförande i första kammarens andra tillfälliga utskott 1931-1932. Som riksdagsledamot engagerade han sig inte minst i skol- och nykterhetsfrågor.